# Wrocanka (Miejsce Piastowe)
Wrocanka ist eine Ortschaft mit einem Schulzenamt der Gemeinde Miejsce Piastowe im Powiat Krośnieński der Woiwodschaft Karpatenvorland in Polen.

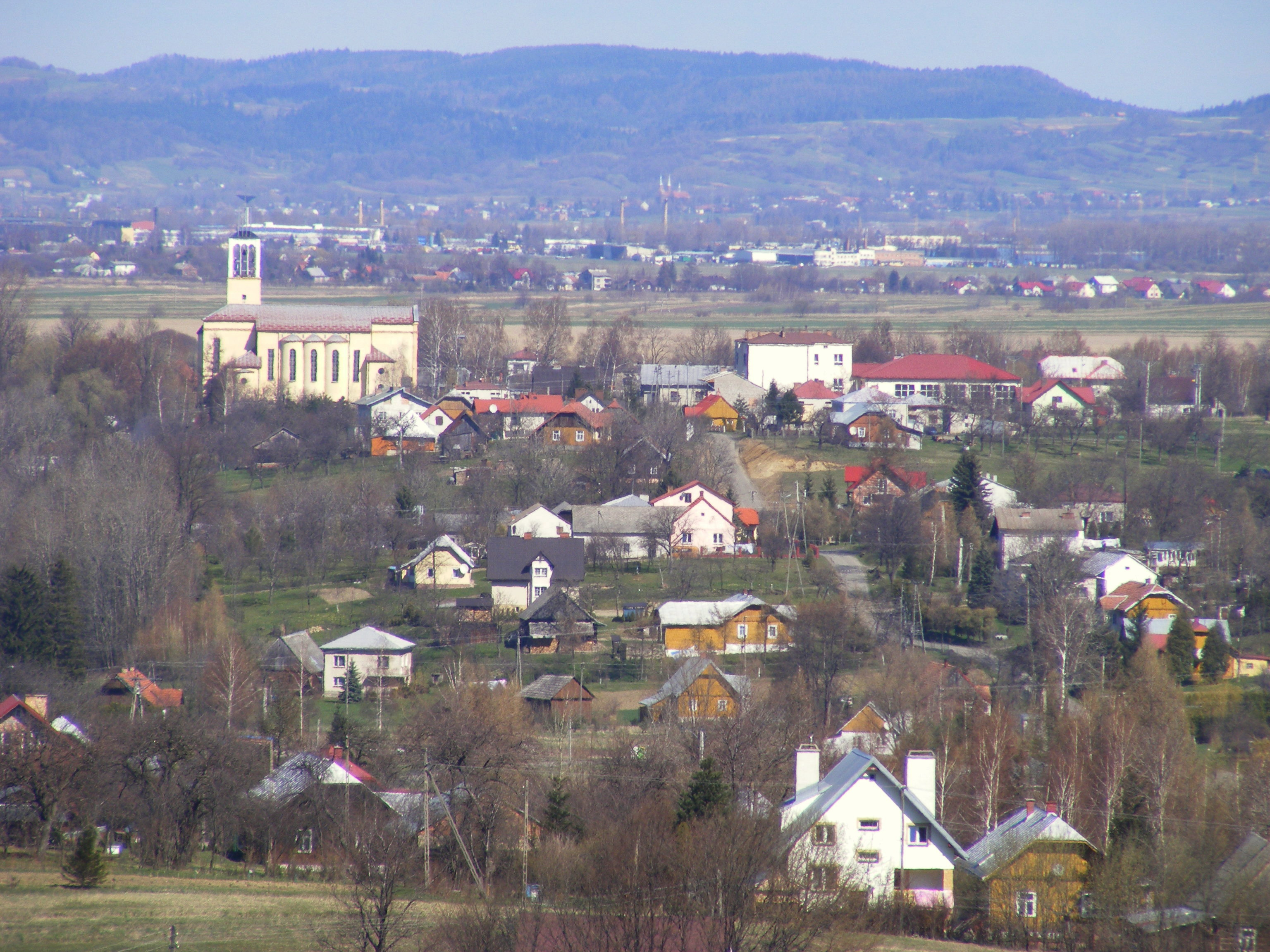
Blick auf Wrocanka

## Geographie
Der Ort liegt am rechten Ufer der Jasiołka im Sanoker Flachland. Die Nachbarorte sind Szczepańcowa und Głowienka im Norden, Rogi im Südosten, Równe im Süden, sowie Machnówka und Niżna Łąka im Westen.

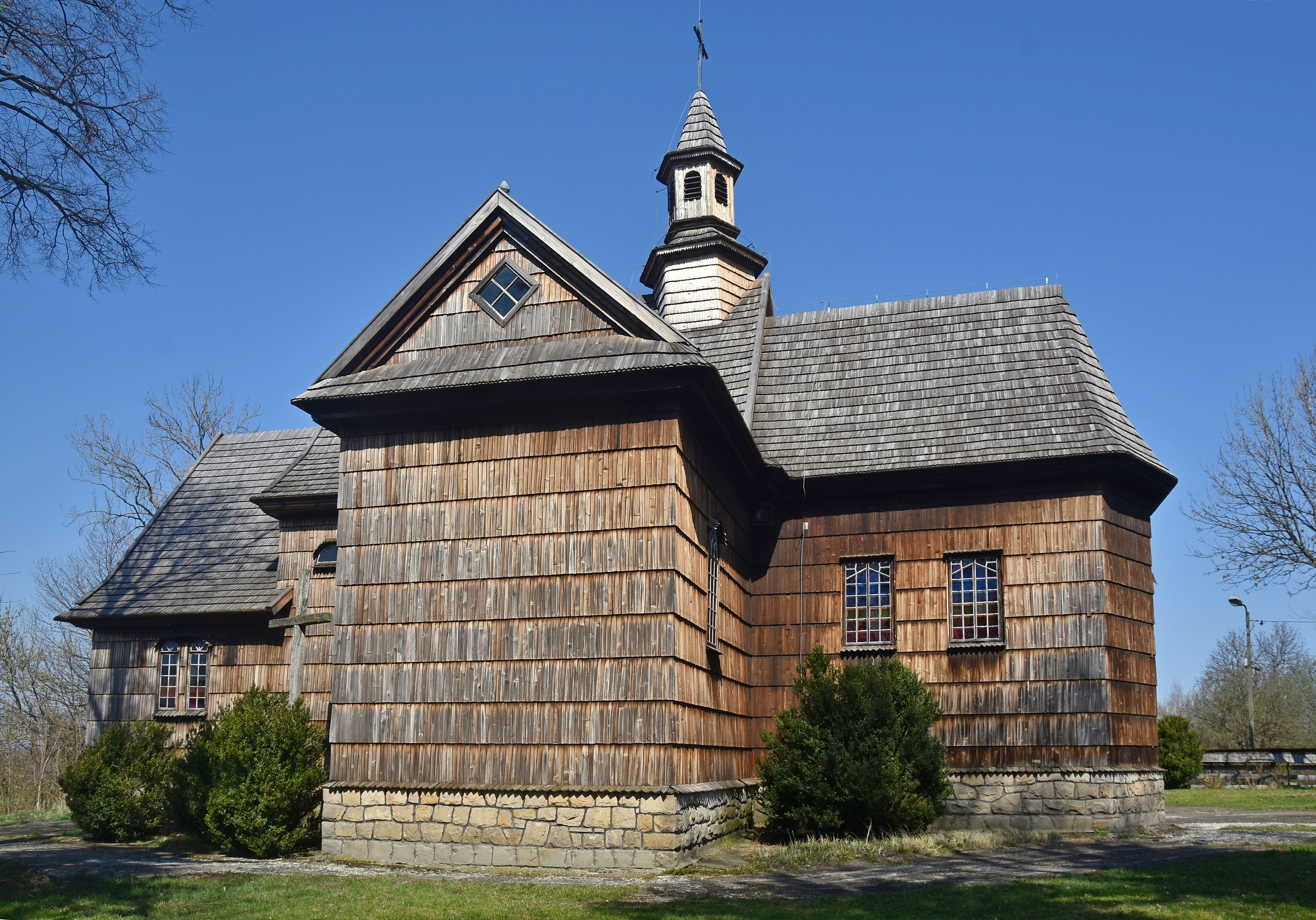
Alte Holzkirche

## Geschichte
Nach Adam Fastnacht bestand das Dorf als eine ethnisch polnische Siedlung schon vor dem Jahr 1340, in der Zeit des Fürstentums Halytsch-Wolodymyr, aber es wurde erst 1424 als Wroczonky bzw. Vroczanka  erstmals urkundlich erwähnt. Der Ortsname, ursprünglich Wroconka (1429, 1427: Vroczonka), ist polnischer Herkunft (hat keine ruthenischen bzw. ukrainischen Eigenschaften). 1441 wurde es super Wroczinicze benannt, 1485 Wroczenka.
Im 15. Jahrhundert wurde das Gebiet teilweise von Walddeutschen besiedelt und das Geographische Lexikon des Königreiches Polen sowie der NS-Historiker Kurt Lück bezeichnete Wrocanka als ein deutsches Dorf, aber die Forscher Adam Fastnacht sowie Wojciech Blajer sahen einzelne deutsche Nachnamen im 15. und im frühen 16. Jahrhundert als unzureichendes Indiz zur endgültigen Beurteilung.
Bei der Ersten Teilung Polens kam Wrocanka 1772 zum neuen Königreich Galizien und Lodomerien des habsburgischen Kaiserreichs (ab 1804). Ab dem Jahr 1855 gehörte Wrocanka zum Bezirk Krosno.
Nach dem Ende des Ersten Weltkriegs und dem Zusammenbruch der k.u.k. Monarchie kam Wrocanka 1918 zu Polen. Unterbrochen wurde dies nur durch die Besetzung Polens durch die Wehrmacht im Zweiten Weltkrieg. Von 1975 bis 1998 gehörte Wrocanka zur Woiwodschaft Krosno.